# Arisugawa Takehito
Arisugawa Takehito (有栖川 宮威仁親王?; Kyoto, 13 gennaio 1862 – Kōbe, 5 luglio 1913) è stato un militare e nobile giapponese, parte di un ramo cadetto della famiglia imperiale del Giappone e ammiraglio della Marina imperiale.

## Biografia
Il principe Arisugawa Takehito faceva parte di un ramo cadetto della famiglia imperiale e fu ufficiale di carriera nella Marina imperiale. Nel 1905, fu promosso ammiraglio.

### Ultimi anni e morte
Di debole costituzione fin da ragazzo, il principe ebbe frequenti problemi di salute. Si fece costruire una casa estiva a Kobe dove, dal 1909, visse ritirato. Vi morì il 3 luglio 1913 ma la notizia della morte non fu data che il 10 luglio, dopo che il suo corpo venne traslato con un treno speciale fino a Tokyo; qui, venne portato al palazzo di Kōjimachi. Il principe Arisugawa fu promosso al rango di maresciallo ammiraglio il 7 luglio: dopo la sua morte ma prima che venisse annunciata la data ufficiale della sua scomparsa, per fare in modo che la nomina non fosse considerata postuma. Fu insignito nel contempo del Cordone dell'Ordine Supremo del Crisantemo.

### Matrimonio e famiglia
L'11 dicembre 1880, Arisugawa sposò Maeda Yasuko, quarta figlia di Maeda Yoshiyasu, l'ultimo daimyō del Kaga Domain (la moderna Prefettura di Ishikawa). Dal matrimonio nacquero tre figli.
Il principe morì senza eredi maschi: il figlio Tanehito, infatti, era morto nel 1908 di appendicite. Con la morte del principe la casa degli Arisugawa-no-miya si estinse. Ma l'imperatore Taishō, di cui Takehito era stato per un certo periodo responsabile dei precettori nell'infanzia, fece rivivere la casata (che riprese il vecchio nome Takamatsu-no-miya) in favore del suo terzo figlio, il principe Takamatsu Nobuhito.

## Filmografia
Il principe appare in alcuni documentari dell'epoca:
- Launching of Japanese Battleship Katori (1905)
- Departure of Prince and Princess Arisugawa (1905)